# 室町無頼
『室町無頼』（むろまちぶらい）は垣根涼介による歴史小説。および、それを原作とする日本映画。

## 概要
室町時代中期に起きた寛正の土一揆の首魁、徳政一揆の指導者として名が残る蓮田兵衛を主題とする。
垣根は、小説家デビュー10年後には歴史時代小説を書こうと決めていた。歴史時代小説の執筆には時代考証や言葉遣いなどがありハードルが高く、デビュー当時は兼業作家であり、勤め人としても激務だったことから、勉強のための時間も取れずにいたためで、専業作家になってから10年計画で史料を集めて、歴史の見方や小説作法などを身に着けていった。そうして執筆されたのが『光秀の定理』であり、本作は垣根の歴史小説第2弾ということになる。
室町時代中期を選んだ理由として、垣根はこの時代と現代（バブル景気が崩壊し、20年以上経った2010年代の日本）社会の様相が酷似しているたためと挙げている。室町時代中期は、為替や信用取引が登場し、馬借といった輸送機関が誕生し、農業生産高は飛躍的に上昇し、人と物と銭がめまぐるしく回り始めた時代であり、日明貿易といった日本と日本国外との交易が盛んでグローバリズムの波が起きており、現代の日本人の生活空間の原型となる床の間、茶の湯やわび・さびなどが誕生し、経済的にも文化面でも国力が増していた時期であるにもかかわらず、公家、武家、神社仏閣は好き勝手に利益を吸い上げる仕組みを築き上げており、国民の間にかつてないほどの格差が生まれていたが、室町幕府は格差是正にまったくの無策だった。
現代も室町時代中期も社会や国が庶民を守ってくれることを完全に期待していていい時代ではないという共通点があり、そんな時代の中でどうやっていくのかというのが、作中の主人公たちと、現在に生きる人たちとの共通のテーマではないかと垣根は語っている。

## あらすじ
天涯孤独の才蔵は独学で学んだ棒術の腕を買われて、金貸し業の法妙坊暁信に用心棒として雇われる。ある時、骨皮道賢が法妙坊暁信を襲撃し、才蔵は孤軍奮闘したことで、道賢に拾われる。しかし、才蔵は腕は立つが道賢が率いる足軽には向いていなかったことから、蓮田兵衛に預けられることになった。
兵衛は、才蔵に兵法者として生きる道を与えるために唐崎の老人に預ける。血のにじむような修行を終えた才蔵は、一介の兵法者となって兵衛の元に帰ってくる。
兵衛の扇動によって土一揆が発生。道賢には一揆の鎮圧が命じられる。
兵衛は、才蔵、七尾ノ源三、赤間誠四郎、馬切衛門太郎らを従え奮戦するが、兵衛も道賢も戦場に倒れてしまう。土一揆は生き残った才蔵によって引き継がれていく。才蔵は応仁の乱の後も、民衆を味方にして幕府相手に一揆を成功させていった。
兵衛が死んで16年が経った。才蔵は高級遊女・芳王子であった尼僧を訪ねた。芳王子は才蔵が生きていたこと、立派な男に成長したことを喜ぶのだった。

## 登場人物
才蔵
元は武家ではあるが、父は浪人であり、その父も幼い頃に亡くしている。
蓮田兵衛
牢人と洛外の村落をまとめあげ、一揆を画策する。
骨皮道賢
傭兵、足軽大将。兵衛とは悪友。
300人の極道者を集めて足軽集団を組織し、それを幕府に見込まれて治安維持を任される。権力の内部から体制を突き崩そうとする。
芳王子（ほおうじ）
高級遊女。以前には道賢を愛しており、その後は兵衛の情婦となる。
唐埼の老人
棒術の達人で兵衛の師匠。才蔵にも棒術を叩き込む。
足利義政
室町幕府の第8代将軍。東山文化を築きあげるのだが、国家は大混乱することになる。
名和好臣
義政に仕える有力大名。
伊勢貞親
政所執事。道賢に一揆鎮圧を命じる。
法妙坊暁信
比叡山の僧兵の首領であり、銭貸し業を営む。
赤間誠四郎
抜刀術の使い手。修行中の才蔵に命を助けられ、共に戦うことになる。
七尾ノ源三
九尺槍の使い手。赤間と同様に修行中の才蔵に挑むが、兵衛の人となりに惚れて共に戦うことになる。
馬切衛門太郎
実在の人物。
十尺の金棒を振り回す巨漢。赤間、七尾と同様に兵衛と才蔵に出会って、志を共にする。

## 書誌情報
- 垣根涼介（著）『室町無頼』新潮社
  1. 2016年8月22日発売[4]、ISBN 978-4-10-475006-1
- 垣根涼介（著）『室町無頼』新潮社〈新潮文庫〉、上下巻
  1. 上巻 2019年1月29日発売[5]、ISBN 978-4-10-132978-9
  2. 下巻 2019年1月29日発売[6]、ISBN 978-4-10-132979-6

## 賞歴
- 2016年 第6回本屋が選ぶ時代小説大賞

## 映画
2025年1月17日に公開された。監督は入江悠、主演は大泉洋。PG12指定。また、東映が制作した映画作品では初となるIMAX上映が同年1月10日から先行して行われた。
映画化の企画は2017年頃に動き出しており、企画プロデュースの須藤泰司は「史上最高にかっこいい大泉洋」を口説き文句に大泉に主演を依頼し、堤真一の起用も決定していた。しかしながら、コロナ禍の影響で製作が延期され、監督の入江のスケジュールもあって、撮影は2023年になってからとなった。撮影は京都府京都市（東映太秦映画村）、兵庫県加東市（播州清水寺）、滋賀県大津市・東近江市・近江八幡市・高島市・甲賀市などで行われた。

### キャスト
- 蓮田兵衛：大泉洋[11][8][15]
- 才蔵：長尾謙杜[11][8][15]
- 芳王子：松本若菜[11][8][15]
- 赤間誠四郎：遠藤雄弥[16][15]
- 七尾ノ源三：前野朋哉[17][15]
- 馬切衛門太郎：阿見201[18][15]
- 小吉（こきち）：般若[19][15]
- 超煕（ちょひ）：武田梨奈[20][15]
- 伝助：水澤紳吾[21][15]
- 鎖鎌の斬ノ助：岩永丞威[22][15]
- 伏士のお千（おせん）：吉本実憂[23][15]
- 孫八：ドンペイ[24][15]
- 小萩：川床明日香[25][15]
- 伏士頭の彦次郎（ひこじろう）：稲荷卓央[26][15]
- 蔵人（くらんど）：芹澤興人[27][15]
- 善阿弥：浅田祐二
- 足利義政：中村蒼[28][15]
- 伊勢貞親：矢島健一[29][15]
- 法妙坊暁信：三宅弘城[30][15]
- 唐埼の老人：柄本明[11][8][15]
- 名和好臣：北村一輝[11][8][15]
- 骨皮道賢：堤真一[11][8][15]

### スタッフ
- 原作：垣根涼介『室町無頼』（新潮文庫刊）[8][15]
- 監督・脚本：入江悠[7][8][15]
- 音楽：池頼広[8][15]
- 企画プロデュース：須藤泰司[8][15]
- プロデューサー：栗生一馬、北岡睦己[8][15]
- キャスティングプロデューサー：福岡康裕[8][15]
- 音楽プロデューサー：津島玄一[8][15]
- ラインプロデューサー：中森幸介、福居雅之[8][15]
- 宣伝プロデューサー：蓬田智[8]
- 撮影：大塚亮[8][15]
- 照明：杉本崇[8][15]
- 録音：古谷正志[8][15]
- 美術：松﨑宙人[8][15]
- 装飾：極並浩史[8][15]
- 編集：佐藤崇[8][15]
- アクション監督：川澄朋章[8][15]
- 殺陣：清家一斗[8][15]
- キャラクターデザイン：荒木里江、秋月洋子[8][15]
- 衣装：古賀博隆[8][15]
- ヘアメイクディレクター：酒井啓介[8][15]
- 美粧：大村弘二[8][15]
- スケジューラー：西山太郎[8][15]
- 助監督：西片友樹[8][15]
- VFXスーパーバイザー：野口光一[8][15]
- スーパーヴァイジングサウンドエディター：勝俣まさとし[8][15]
- スクリプター：山下佳菜[8][15]
- プロダクションマネージャー：森洋亮[8][15]
- 製作管理：福島一貴[8][15]
- プロダクション統括：小嶋雄嗣[8][15]
- 製作プロダクション：東映京都撮影所[8]
- 製作幹事・配給：東映[7][8][15]
- 製作：『室町無頼』製作委員会（東映、東映アニメーション、テレビ朝日、アミューズクリエイティブスタジオ、東映ビデオ、コーエーテクモゲームス、読売新聞社、クリエイティブオフィスキュー、LINEヤフー、日本出版販売、北海道テレビ放送）[8]

### 興行成績
- 2025年1月17日から同年同月19日の「全国映画動員ランキングトップ10」（興行通信社）では、『室町無頼』は初登場7位であった[31]。